# رفدالثومي (الشعر)

تعديل مصدري - تعديل

رفدالثومي محلة تابعة لقرية ثعلبان، التابعة لعزلة العبس بمديرية الشعر إحدى مديريات محافظة إب في الجمهورية اليمنية، بلغ تعداد سكانها 21 حسب تعداد اليمن لعام 2004.